# Accacladocoelium petasiporum
Accacladocoelium petasiporum är en plattmaskart. Accacladocoelium petasiporum ingår i släktet Accacladocoelium och familjen Accacoeliidae. Inga underarter finns listade i Catalogue of Life.